# SMAP1
SMAP1‏ (Small ArfGAP 1) هوَ بروتين يُشَفر بواسطة جين SMAP1 في الإنسان.